# پاریککالا
پاریکْکالا (به فنلاندی: Parikkala) یک منطقهٔ مسکونی در فنلاند است که در کارلیای جنوبی واقع شده‌است.